# ローゼンクロイツ (競走馬)
ローゼンクロイツ (Rosenkreuz) は日本の競走馬。馬名の意味はバラとドイツ語の十字軍（薔薇十字団）である。薔薇一族の一頭。

## 経歴
サンデーレーシングにおいて総額6000万円で一口馬主が募集された。
全姉にローズバドがいながら牡馬でこの価格帯の理由は募集当時に体調が悪く、体質が改善しないようなら募集停止もありうるということからである。
ちなみに同じくサンデーレーシングで募集された全弟のテューダーローズは12000万円、半弟のローズプレステージ（父・ダンスインザダーク）は8000万円、半弟のテンペスタローザ（父・キングカメハメハ）は12000万円である。

### 2 - 3歳
2004年10月17日、京都競馬場の新馬戦でデビュー。デビュー戦は2着に敗れる。その後、未勝利戦を勝利し、京都2歳ステークスでは後にドバイワールドカップに挑戦するヴァーミリアンや皐月賞2着のシックスセンスなどに勝利する。しかし、その後のラジオたんぱ杯2歳ステークスではヴァーミリアンの2着に敗れる。
年が明け2005年の毎日杯を制し重賞初制覇、クラシック候補として名乗りを上げるも、ディープインパクトからは離れた2番手候補という扱いであった。レースの方も皐月賞は9着、東京優駿は8着と惨敗であった。この頃から輸送が苦手と指摘されていたが、休養を経た秋には阪神競馬場で行われた初戦の神戸新聞杯を3着と好走し復調の兆しを見せると京都競馬場での本番菊花賞でも3着に食い込み、関西のレースでは力のあるところを見せつけた。

### 古馬
2006年は中京記念、金鯱賞でそれぞれ2着になるなど好走しながら勝ち切れないレースが続いたが、2007年には京都記念で敗れた後、中京記念、金鯱賞と連勝し、中京競馬場に相性がよい中京巧者として注目されている。しかしレース後に脚部不安のため放牧に出され、9月に帰厩した。
秋初戦はいきなりGIの第136回天皇賞（秋）に出走。調教師の橋口の話では、一度使うと脚元に疲れが残るのでぶっつけで挑むとのことであった。しかし藤岡佑介騎手とともに良馬場ならではの馬との言葉があり、前日に降った雨の影響もあったのかレースでは11着に敗れる。また第1希望で香港カップ、第2希望で香港ヴァーズに予備登録を行っていたがインフルエンザの影響で検疫期間が1か月かかることから回避し、第27回ジャパンカップに出走するも15着に敗れる。レース後の11月29日に左第一指骨を剥離骨折したと発表された。完治には3か月以上の期間を要する見込みであった。
2008年、復帰戦は3年連続出走となる中京記念に出走し7着。連覇がかかった金鯱賞で最後の直線で左第1指関節脱臼を発症し、競走を中止。レース後に予後不良と診断されたため安楽死の処置が取られ、良績を残していた中京競馬場で最期を迎えることとなった。

## 競走成績
| 年月日 | 年月日 | 年月日 | 競馬場 | 競走名             | 格   | 頭 数 | 枠 番 | 馬 番 | オッズ （人気） | 着順 | 騎手     | 斤量 | 距離（馬場）  | タイム （上り3F） | タイム 差 | 勝ち馬/（2着馬）       | 馬体重 |
| 2004   | 10.    | 17     | 京都   | 2歳新馬            |      | 14    | 4     | 6     | 6.6（3人）      | 2着  | 蛯名正義 | 55   | 芝1600m（良） | 1:35.2 (34.9)     | 0.0       | オースミグラスワン     | 466    |
|        | 11.    | 7      | 京都   | 2歳未勝利          |      | 14    | 8     | 13    | 1.5（1人）      | 1着  | 武豊     | 55   | 芝2000m（良） | 2:02.8 (35.7)     | -0.6      | （ローズアライヴァル） | 466    |
|        | 11.    | 27     | 京都   | 京都2歳S           | OP   | 10    | 3     | 3     | 3.1（2人）      | 1着  | 安藤勝己 | 55   | 芝2000m（良） | 2:04.7 (33.3)     | -0.2      | （ヴァーミリアン）     | 462    |
|        | 12.    | 25     | 阪神   | ラジオたんぱ杯2歳S | GIII | 9     | 2     | 2     | 1.7（1人）      | 2着  | 安藤勝己 | 55   | 芝2000m（良） | 2:03.7 (33.7)     | 0.2       | ヴァーミリアン         | 460    |
| 2005   | 3.     | 26     | 阪神   | 毎日杯             | GIII | 14    | 4     | 6     | 2.3（2人）      | 1着  | 安藤勝己 | 57   | 芝2000m（良） | 2:02.2 (34.1)     | -0.2      | （コスモオースティン） | 462    |
|        | 4.     | 17     | 中山   | 皐月賞             | GI   | 18    | 7     | 13    | 16.8（4人）     | 9着  | 安藤勝己 | 57   | 芝2000m（良） | 2:00.3 (34.8)     | 1.1       | ディープインパクト     | 462    |
|        | 5.     | 29     | 東京   | 東京優駿           | GI   | 18    | 2     | 3     | 27.1（4人）     | 8着  | 安藤勝己 | 57   | 芝2400m（良） | 2:25.0 (34.8)     | 1.7       | ディープインパクト     | 462    |
|        | 9.     | 25     | 阪神   | 神戸新聞杯         | GII  | 13    | 4     | 5     | 36.2（6人）     | 3着  | 安藤勝己 | 56   | 芝2000m（良） | 1:58.9 (34.8)     | 0.5       | ディープインパクト     | 474    |
|        | 10.    | 23     | 京都   | 菊花賞             | GI   | 16    | 2     | 4     | 25.3（3人）     | 3着  | 安藤勝己 | 57   | 芝3000m（良） | 3:05.6 (34.8)     | 1.0       | ディープインパクト     | 472    |
| 2006   | 3.     | 5      | 中京   | 中京記念           | GIII | 13    | 7     | 10    | 4.8（4人）      | 2着  | 柴山雄一 | 57   | 芝2000m（良） | 1:58.3 (35.9)     | 0.1       | マチカネオーラ         | 468    |
|        | 4.     | 2      | 阪神   | 産経大阪杯         | GII  | 12    | 4     | 4     | 2.0（1人）      | 5着  | 武豊     | 57   | 芝2000m（重） | 2:05.0 (37.8)     | 0.5       | カンパニー             | 470    |
|        | 4.     | 30     | 京都   | 天皇賞（春）       | GI   | 17    | 2     | 4     | 40.8（6人）     | 8着  | 安藤勝己 | 58   | 芝3200m（良） | 3:15.2 (35.1)     | 1.8       | ディープインパクト     | 456    |
|        | 5.     | 27     | 中京   | 金鯱賞             | GII  | 10    | 6     | 6     | 2.6（1人）      | 2着  | 安藤勝己 | 57   | 芝2000m（良） | 1:59.3 (34.3)     | 0.5       | コンゴウリキシオー     | 452    |
|        | 10.    | 8      | 京都   | 京都大賞典         | GII  | 11    | 5     | 5     | 6.7（4人）      | 4着  | 小牧太   | 57   | 芝2400m（良） | 2:31.7 (33.5)     | 0.2       | スイープトウショウ     | 456    |
|        | 10.    | 29     | 東京   | 天皇賞（秋）       | GI   | 16    | 8     | 17    | 54.4（15人）    | 13着 | 後藤浩輝 | 58   | 芝2000m（良） | 2:00.9 (35.4)     | 2.1       | ダイワメジャー         | 450    |
| 2007   | 2.     | 17     | 京都   | 京都記念           | GII  | 14    | 6     | 10    | 36.7（9人）     | 13着 | 小牧太   | 57   | 芝2200m（稍） | 2:18.8 (36.6)     | 1.6       | アドマイヤムーン       | 468    |
|        | 3.     | 4      | 中京   | 中京記念           | GIII | 16    | 1     | 1     | 10.4（4人）     | 1着  | 藤岡佑介 | 57   | 芝2000m（良） | 1:56.9 (35.2)     | -0.3      | （シルクネクサス）     | 464    |
|        | 5.     | 26     | 中京   | 金鯱賞             | GII  | 12    | 6     | 8     | 3.3（1人）      | 1着  | 藤岡佑介 | 57   | 芝2000m（良） | 1:57.2 (35.4)     | -0.0      | （スウィフトカレント） | 458    |
|        | 10.    | 28     | 東京   | 天皇賞（秋）       | GI   | 16    | 3     | 5     | 58.1（13人）    | 11着 | 藤岡佑介 | 58   | 芝2000m（稍） | 1:59.5 (35.2)     | 1.1       | メイショウサムソン     | 464    |
|        | 11.    | 25     | 東京   | ジャパンカップ     | GI   | 18    | 7     | 15    | 224.5（17人）   | 15着 | 藤岡佑介 | 57   | 芝2400m（良） | 2:26.4 (35.0)     | 1.7       | アドマイヤムーン       | 464    |
| 2008   | 3.     | 9      | 中京   | 中京記念           | GIII | 18    | 6     | 11    | 5.5（1人）      | 7着  | 藤岡佑介 | 58   | 芝2000m（良） | 1:58.6 (35.3)     | 0.2       | タスカータソルテ       | 462    |
|        | 5.     | 31     | 中京   | 金鯱賞             | GII  | 17    | 8     | 17    | 19.6（8人）     | -    | 藤岡佑介 | 58   | 芝2000m（稍） | 0競走中止         |           | エイシンデピュティ     | 464    |

## 血統表
| ローゼンクロイツの血統                            | ローゼンクロイツの血統               | ローゼンクロイツの血統             | （血統表の出典）                   | （血統表の出典）  |
| 父系                                              | ヘイロー系（サンデーサイレンス系）   | ヘイロー系（サンデーサイレンス系） | ヘイロー系（サンデーサイレンス系） | [ § 2 ]           |
| 父 *サンデーサイレンス Sunday Silence 1986 青鹿毛 | 父の父Halo 1969 黒鹿毛               | Hail to Reason                     | Turn-to                            | Turn-to           |
| 父 *サンデーサイレンス Sunday Silence 1986 青鹿毛 | 父の父Halo 1969 黒鹿毛               | Hail to Reason                     | Nothirdchance                      |                   |
| 父 *サンデーサイレンス Sunday Silence 1986 青鹿毛 | 父の父Halo 1969 黒鹿毛               | Cosmah                             | Cosmic Bomb                        | Cosmic Bomb       |
| 父 *サンデーサイレンス Sunday Silence 1986 青鹿毛 | 父の父Halo 1969 黒鹿毛               | Cosmah                             | Almahmoud                          |                   |
| 父 *サンデーサイレンス Sunday Silence 1986 青鹿毛 | 父の母Wishing Well 1975 鹿毛         | Understanding                      | Promised Land                      | Promised Land     |
| 父 *サンデーサイレンス Sunday Silence 1986 青鹿毛 | 父の母Wishing Well 1975 鹿毛         | Understanding                      | Pretty Ways                        |                   |
| 父 *サンデーサイレンス Sunday Silence 1986 青鹿毛 | 父の母Wishing Well 1975 鹿毛         | Mountain Flower                    | Montparnasse                       | Montparnasse      |
| 父 *サンデーサイレンス Sunday Silence 1986 青鹿毛 | 父の母Wishing Well 1975 鹿毛         | Mountain Flower                    | Edelweiss                          |                   |
| 母 ロゼカラー 1993 鹿毛                           | 母の父Shirley Heights 1975 鹿毛      | Mill Reef                          | Never Bend                         | Never Bend        |
| 母 ロゼカラー 1993 鹿毛                           | 母の父Shirley Heights 1975 鹿毛      | Mill Reef                          | Milan Mill                         |                   |
| 母 ロゼカラー 1993 鹿毛                           | 母の父Shirley Heights 1975 鹿毛      | Hardiemma                          | *ハーディカヌート                  | *ハーディカヌート |
| 母 ロゼカラー 1993 鹿毛                           | 母の父Shirley Heights 1975 鹿毛      | Hardiemma                          | Grand Cross                        |                   |
| 母 ロゼカラー 1993 鹿毛                           | 母の母*ローザネイ Rosa Nay 1988 栗毛 | Lyphard                            | Northern Dancer                    | Northern Dancer   |
| 母 ロゼカラー 1993 鹿毛                           | 母の母*ローザネイ Rosa Nay 1988 栗毛 | Lyphard                            | Goofed                             |                   |
| 母 ロゼカラー 1993 鹿毛                           | 母の母*ローザネイ Rosa Nay 1988 栗毛 | Riviere Doree                      | Secretariat                        | Secretariat       |
| 母 ロゼカラー 1993 鹿毛                           | 母の母*ローザネイ Rosa Nay 1988 栗毛 | Riviere Doree                      | Riverqueen                         |                   |
| 母系(F-No.)                                       | 1号族(FN:1-w)                        | 1号族(FN:1-w)                      | 1号族(FN:1-w)                      | [ § 3 ]           |
| 5代内の近親交配                                   | 5代内アウトブリード                  | 5代内アウトブリード                | 5代内アウトブリード                | [ § 4 ]           |
| 出典                                              | 1. 2. 3. 4.                          | 1. 2. 3. 4.                        | 1. 2. 3. 4.                        | 1. 2. 3. 4.       |

- 母は重賞デイリー杯3歳ステークス勝ち馬
- 全姉・ローズバドはフィリーズレビューなど重賞2勝
- 半妹ヴィンテージローズの産駒に2023年神奈川記念勝ち馬のヴィブラフォンがいる。
- 母の弟に重賞5勝で種牡馬のロサードや、セントライト記念勝利のヴィータローザなどがいる